# Susan Egelstaff
Susan Egelstaff (* 12. Oktober 1982 in Glasgow, geborene Susan Hughes) ist eine schottische Badmintonspielerin. 

## Karriere
Susan Hughes gewann 2000 ihren ersten nationalen Juniorentitel und ein Jahr später bereits den ersten Titel bei den Erwachsenen. 2003 siegte bei den Hungarian International. Im Folgejahr war sie bei den Iceland International erfolgreich, 2005 bei den Finnish International und den Czech International. 2009 erkämpfte sie sich ihren ersten Erfolg bei den Scottish Open.

## Sportliche Erfolge
| Saison | Veranstaltung                       | Disziplin   | Platz | Name                    |
| ------ | ----------------------------------- | ----------- | ----- | ----------------------- |
| 2000   | Schottland: Juniorenmeisterschaften | Dameneinzel | 1     | Susan Hughes            |
| 2001   | Schottland: Einzelmeisterschaften   | Dameneinzel | 1     | Susan Hughes            |
| 2002   | Weltmeisterschaften der Studenten   | Dameneinzel | 3     | Susan Hughes            |
| 2002   | Iceland International               | Dameneinzel | 2     | Susan Hughes            |
| 2003   | Hungarian International             | Dameneinzel | 1     | Susan Hughes            |
| 2004   | Iceland International               | Dameneinzel | 1     | Susan Hughes            |
| 2005   | Finnish International               | Dameneinzel | 1     | Susan Hughes            |
| 2005   | Czech International                 | Dameneinzel | 1     | Susan Hughes            |
| 2006   | Schottland: Einzelmeisterschaften   | Dameneinzel | 1     | Susan Hughes            |
| 2007   | Schottland: Einzelmeisterschaften   | Damendoppel | 1     | Susan Hughes / Yuan Gao |
| 2007   | Bulgarian International             | Dameneinzel | 3     | Susan Hughes            |
| 2008   | Schottland: Einzelmeisterschaften   | Dameneinzel | 1     | Susan Hughes            |
| 2009   | Schottland: Einzelmeisterschaften   | Dameneinzel | 1     | Susan Hughes            |
| 2009   | Scottish Open                       | Dameneinzel | 1     | Susan Egelstaff         |
| 2010   | Schottland: Einzelmeisterschaften   | Dameneinzel | 1     | Susan Egelstaff         |
| 2011   | Schottland: Einzelmeisterschaften   | Dameneinzel | 1     | Susan Egelstaff         |
| 2011   | Dutch International                 | Dameneinzel | 1     | Susan Egelstaff         |